# Macrobiotus crenulatus
Macrobiotus crenulatus är en djurart som tillhör fylumet trögkrypare, och som beskrevs av Ferdinand Richters 1904. Macrobiotus crenulatus ingår i släktet Macrobiotus och familjen Macrobiotidae. Inga underarter finns listade i Catalogue of Life.